# Поліська Січ (1919)
Холмсько-Галицький кіш Дієвої армії УНР «Поліська Січ» — українська військова формація, створена на Берестейщині в січні 1919 року з ініціативи колишніх українських січових стрільців, урядовців губернського управління та згідно з наказом Олександра Скоропис-Йолтуховського після відходу німецької армії. За тодішніх поквапних умов вдалося укомплектувати лише один курінь у Кобрині.
Комендантом призначили старшину Петра Макарука, а начальником штабу — галичанина Пащука. До складу частини увійшли національно-свідомі українці, учителі й сільські хлопці з Полісся; відомі імена Якова Войтюка, Володимира Мартинця й військового лікаря Василя Дмитріюка. Озброєння, умундирування й харчі курінь отримав з німецьких складів Берестейської фортеці й Кобрина. Підрозділ створювався для боротьби з поляками та більшовиками, останні наступали зі сходу, від Лунівець-Пінського напрямку. Поліська Січ була розбита наприкінці січня 1919 року несподіваним ударом польських військ з півночі, з напрямку Ружани-Пружани. Українські військовики потрапили у повному складі до полону й зазнали подальшого інтернування.